# 초조본 대방광불화엄경 주본 권41
초조본 대방광불화엄경 주본 권41(初雕本 大方廣佛華嚴經 周本 卷41)은 대한민국 경상북도 경산시, 영남대학교에 있는 고려시대의 불경이다. 2017년 5월 8일 대한민국의 보물 제1940호로 지정되었다.

## 개요
영남대 소장의 초조본 『대방광불화엄경』주본 권41은 실차난타가 39품으로 신역한 80권본 중 권41이다. 이 경전은 각 장의 행자수가 23행 14자로 재조본(팔만대장경)의 해당 경전의 24행 17자본과는 다르다. 이렇듯 이 경전은 소실된 초조본의 저본계통과 재조본과의 차별성을 밝힐 수 있는 경전이자 해당 권은 현재 유일하게 전하는 희귀한 경전이다. 국가문화재(보물)로 지정하여 보존할 필요가 있다고 판단된다.

## 참고 자료
- 초조본 대방광불화엄경 주본 권41 - 국가유산청 국가유산포털